# Balonga (Pol)
Balonga (llamada oficialmente Santa María de Valonga) es una parroquia y una aldea española del municipio de Pol, en la provincia de Lugo, Galicia.

## Otras denominaciones
La parroquia también es conocida por el nombre de Santa María de Balonga.

## Organización territorial
La parroquia está formada por doce entidades de población:

### Entidades de población
Entidades de población que forman parte de la parroquia:
- Albar (O Albar)
- Balonga (Valonga)
- Belesende
- Fontao (O Fontao)
- Outeiro (O Outeiro)
- Penamazada
- Poula (A Poula)
- Ribeiro
- Rioxoán
- Susá

### Despoblados
Despoblados que forman parte de la parroquia:
- Orán
- Valín das Trabas

## Demografía

### Parroquia
| Gráfica de evolución demográfica de Balonga (parroquia) entre 2000 y 2020 |
|                                                                           |
| Datos según el nomenclátor publicado por el INE.                          |

### Aldea
| Gráfica de evolución demográfica de Balonga (aldea) entre 2000 y 2020 |
|                                                                       |
| Datos según el nomenclátor publicado por el INE.                      |